# La Soledad 2.ª Sección
La Soledad 2.ª Sección es una localidad del municipio de Huimanguillo ubicado en la subregión de la Chontalpa del estado mexicano de Tabasco.

## Geografía
La localidad de La Soledad 2.ª Sección se sitúa en las coordenadas geográficas 17°24′05″N 93°33′42″O / 17.401389, -93.561667, a una elevación de 416 metros sobre el nivel del mar.

## Demografía
Según el Conteo de Población y Vivienda 2020, efectuado por el Instituto Nacional de Estadística y Geografía, la localidad de La Soledad 2.ª Sección tiene 30 habitantes, de los cuales 16 son del sexo masculino y 14 del sexo femenino. Su tasa de fecundidad es de 2.82 hijos por mujer y tiene 11 viviendas particulares habitadas.
| Gráfica de evolución demográfica de La Soledad 2.ª Sección entre 1995 y 2020 |
|                                                                              |
| INEGI.                                                                       |